# کلیولند ابوت
کلیولند ابوت (انگلیسی: Cleveland Abbott; ۹ دسامبر ۱۸۹۴ – ۱۴ آوریل ۱۹۵۵) بازیکن بیسبال، ورزشکار دو و میدانی، بازیکن فوتبال آمریکایی، و سرمربی (بسکتبال) اهل ایالات متحده آمریکا بود.